# Ricardo Caraballo
Ricardo Andrés Caraballo Flórez (Barranquilla, Atlántico, Colombia, 9 de febrero de 2004) es un futbolista colombiano. Juega como delantero y su equipo actual es el Jeddah Club de la Liga de Yello Saudí, cedido por el Al-Ittihad.

## Trayectoria

### Barranquilla FC
El 17 de septiembre de 2020 a la edad de 16 años realizó su debut con el Barranquilla, Habiendo entrado como suplente de José Martínez, sólo necesitó dos minutos y alguno segundos para marcar su primer gol como profesional. 

## Selección Nacional

### Categorías inferiores
Caraballo participó en el sudamericano sub-15 que disputó en Paraguay en el 2019, saliendo goleador del torneo con 7 goles

## Estadísticas

### Clubes
| Club                       | Div.          | Temporada     | Liga  | Liga  | Copa  | Copa  | Internacional | Internacional | Total | Total |
| Club                       | Div.          | Temporada     | Part. | Goles | Part. | Goles | Part.         | Goles         | Part. | Goles |
| -------------------------- | ------------- | ------------- | ----- | ----- | ----- | ----- | ------------- | ------------- | ----- | ----- |
| Barranquilla FC · Colombia | 2.ª           | 2020          | 4     | 1     | —     | —     | —             | —             | 4     | 1     |
| Barranquilla FC · Colombia | 2.ª           | 2021          | 11    | 1     | 2     | 0     | —             | —             | 13    | 1     |
| Barranquilla FC · Colombia | 2.ª           | 2022          | 16    | 2     | —     | —     | —             | —             | 16    | 2     |
| Barranquilla FC · Colombia | 2.ª           | 2023          | 26    | 6     | 2     | 0     | —             | —             | 28    | 6     |
| Barranquilla FC · Colombia | 2.ª           | 2024          | 12    | 2     | 1     | 0     | —             | —             | 13    | 2     |
| Barranquilla FC · Colombia | Total club    | Total club    | 69    | 12    | 5     | 0     | 0             | 0             | 74    | 12    |
| Jeddah Club Arabia Saudita | 2.ª           | 2024-25       | 22    | 4     | 1     | 0     | —             | —             | 23    | 4     |
| Jeddah Club Arabia Saudita | Total club    | Total club    | 22    | 4     | 1     | 0     | 0             | 0             | 23    | 4     |
| Total carrera              | Total carrera | Total carrera | 91    | 16    | 6     | 0     | 0             | 0             | 97    | 16    |

### Selección
| Selección | Año   | Amistosos | Amistosos | Amistosos | Mundial | Mundial | Mundial | Continental | Continental | Continental | Total | Total | Total |
| Selección | Año   | Part.     | Goles     | Asis.     | Part.   | Goles   | Asis.   | Part.       | Goles       | Asis.       | Part. | Goles | Asis. |
| --------- | ----- | --------- | --------- | --------- | ------- | ------- | ------- | ----------- | ----------- | ----------- | ----- | ----- | ----- |
| Sub-15    | 2019  | —         | —         | —         | —       | —       | —       | 6           | 7           | 0           | 6     | 7     | 0     |
| Sub-15    | Total | —         | —         | —         | —       | —       | —       | 6           | 7           | 0           | 6     | 7     | 0     |
| Sub-20    | 2022  | 3         | 1         | 0         | —       | —       | —       | 5           | 2           | 1           | 8     | 3     | 1     |
| Sub-20    | 2023  | —         | —         | —         | —       | —       | —       | 6           | 0           | 1           | 6     | 0     | 1     |
| Sub-20    | Total | 3         | 1         | 0         | —       | —       | —       | 11          | 2           | 2           | 14    | 3     | 2     |
| Sub-23    | 2023  | 2         | 0         | 0         | —       | —       | —       | 3           | 0           | 0           | 5     | 0     | 0     |
| Sub-23    | Total | 2         | 0         | 0         | —       | —       | —       | 3           | 0           | 0           | 5     | 0     | 0     |
| Total     | Total | 5         | 1         | 0         | 0       | 0       | 0       | 20          | 9           | 2           | 25    | 10    | 2     |

## Palmarés

### Títulos internacionales
| Título                  | Equipo           | Sede     | Año  |
| ----------------------- | ---------------- | -------- | ---- |
| Torneo Odesur de Fútbol | Selección Sub-20 | Asunción | 2022 |

### Distinciones individuales
| Distinción                                        | Año  |
| ------------------------------------------------- | ---- |
| Máximo goleador del Sudamericano Sub-15 (7 goles) | 2019 |